# Coefficiente balistico
In balistica, il coefficiente balistico (BC) di un corpo è una misura della sua capacità di superare la resistenza dell'aria in volo. Questo è dato dalla massa dell'oggetto diviso il diametro al quadrato che si presenta al flusso d'aria, diviso per una costante pura i che riguarda l'aerodinamica della sua forma. Coefficiente balistico ha unità di lb / in ² o kg / m².